# Imbi
Imbi est une station du monorail de Kuala Lumpur.